# Kuolema Tekee Taiteilijan
Kuolema Tekee Taiteilijan (в перекладі с фін. «Смерть створює артиста») — це третій сингл з альбому Once фінської симфо-метал групи Nightwish. Він був випущений 24 листопада 2004 року, Spinefarm Records, разом з Platinum Edition альбому Once. Сингл так і не вийшов за межі Японії і Фінляндії.
«Kuolema Tekee Taiteilijan» з фінської мови означає «Death Makes an Artist» англійською мовою. В кінці документальної стрічки A Day Before Tomorrow, яка увійшла на DVD End of an Era, можна почути оркестрову версію «Kuolema Tekee Taiteilijan». Вона ніколи не була офіційно випущена, але вона була відокремлена від відео і випущена через Інтернет.
Нова вокалістка Nightwish Анетт Ользон, не зважаючи на те, що лірика пісні написана фінською мовою, виконала її в рамках Стокгольмського культурного фестивалю за підтримки оркестра, але без групи.

## Список композицій

### Фінська версія
1. Kuolema Tekee Taiteilijan
2. Symphony of Destruction (live Megadeth Кавер)
3. Creek Mary's Blood (Orchestral version)

### Японська версія
1. Kuolema Tekee Taiteilijan
2. Symphony of Destruction (live Megadeth Кавер)
3. Creek Mary's Blood (Orchestral version)
4. Where Were You Last Night
5. Wish I Had an Angel (Demo)
6. Ghost Love Score (Orchestral version)

## Учасники запису
- Тар'я Турунен — вокал
- Лондонський філармонічний оркестр — оркестр та хор